# Haystack Mountain, Antarktis
Haystack Mountain är ett berg i Antarktis. Det ligger i Östantarktis. Nya Zeeland gör anspråk på området. Toppen på Haystack Mountain är 1 000 meter över havet.
Terrängen runt Haystack Mountain är varierad. Havet är nära Haystack Mountain norrut. Trakten är obefolkad. Det finns inga samhällen i närheten. 